# Phytoseius olbios
Phytoseius olbios är en spindeldjursart som beskrevs av Afzal, Akbar och Qayyum 2000. Phytoseius olbios ingår i släktet Phytoseius och familjen Phytoseiidae. Inga underarter finns listade i Catalogue of Life.